# کلئوپاترای کیمیاگر
کلئوپاترای کیمیاگر (به یونانی: Κλεοπάτρα؛ زاده و درگذشته حدود قرن سوم پس از میلاد) کیمیاگر، نویسنده و فیلسوف یونانی بود. او کیمیاگری عملی را آزمایش می‌کرد، اما به عنوان یکی از چهار کیمیاگر زنی که توانستند سنگ فیلسوف را تولید کنند نیز شناخته می‌شود. برخی از نویسندگان او را مخترع انبیق یا همان دستگاه تقطیر می‌دانند.
به نظر می‌رسد کلئوپاترای کیمیاگر در قرن سوم یا قرن چهارم پس از میلاد در اسکندریه فعال بوده‌است. وی همچون دیگر کیمیاگران هم عصرش از دستگاه‌های پیچیده برای تقطیر و تصعید استفاده می‌کرد.

## هویت و نام‌های غلط
کلئوپاترا نام مستعار یک نویسنده یا گروهی از نویسندگان ناشناس است. او همان ملکه کلئوپاترا هفتم نیست. با این وجود، در برخی آثار بعدی از او به عنوان کلئوپاترا، ملکه مصر یاد شده‌است. یکی از نمونه‌های آن را می‌توان در Basilica Philosophica اثر یوهان دانیل میلیوس (۱۶۱۸) یافت، جایی که مهر او در کنار این شعار به تصویر کشیده شده‌است: «ضمیر روشن بر اساس حکمت خداوند از مردم پنهان است». او همچنین با کلئوپاترای پزشک نیز اشتباه گرفته می‌شود. ظاهراً این دو در یک زمان زندگی می‌کردند و گفته می‌شود که سبک‌های مشابهی در نوشتن خود دارند و هر دو دارای تصاویر بزرگ هستند. نام کلئوپاترا به عنوان یک شخصیت در دیالوگ‌های متون کیمیاگری نیز دیده می‌شود.

## کمک به کیمیاگری
کلئوپاترا یک شخصیت بنیادی در کیمیاگری معاصر یا حتی قبل از تاریخ زوسیموس پانوپولیس است. مایکل مایر، نویسنده کتاب Atalanta Fugiens (1618)، از وی به عنوان یکی از چهار زنی که می‌دانستند چگونه سنگ فیلسوف را بسازند، همراه با مریم یهودی، مدرا و تافنوتیا نام می‌برد. از کلئوپاترا در دایرةالمعارف عربی کتاب الفهرست از سال ۹۸۸ با احترام فراوان یاد شده‌است. گاهی اوقات نیز اختراع انبیق را به او نسبت می‌دهند. کلئوپاترا همچنین در تلاش برای تعیین کمیت‌های مواد مورد استفاده در کیمیاگری و آزمایش‌های آن، با وزنه‌ها و اندازه‌ها کار کرد.
سه متن کیمیاگری مربوط به کلئوپاترا باقی مانده‌است. متنی با عنوان گفتگوی کلئوپاترا و فیلسوفان وجود دارد، اما نمی‌توان آن را به او نسبت داد. جک لیندزی این گفتمان را «الهام بخش‌ترین و عمیق‌ترین سند به جا مانده از کیمیاگر» می‌نامد.
- Ἐκ τῶν Κλεοπάτρας περὶ μέτρων καὶ σταθμῶν. ("دربارهٔ وزن‌ها و اندازه ها")
- Χρυσοποιία Κλεοπάτρας ("ساخت طلا از کلئوپاترا")
- Διάλογος φιλοσόφων καὶ Κλεοπάτρας ("گفتگوی فیلسوفان و کلئوپاترا")

استفاده کلئوپاترا از تصویرسازی منعکس کننده مفهوم و تولد، تجدید و دگرگونی زندگی است. با این دیدگاه، کیمیاگر فیلسوفی که به کار مواد می‌اندیشد با مادر مهربانی مقایسه می‌شود که به فرزندش فکر می‌کند و به او غذا می‌دهد.

### کریزوپوئا کلئوپاترا
کلئوپاترا بیشتر به خاطر کریزوپوئا کلئوپاترا (یونانی: Χρυσοποιία Κλεοπάτρας مورد توجه قرار گرفته‌است) این اثر یک سند تک برگی است که فقط شامل یک سری نمادها، نقاشی‌ها و شرح هاست. کریزوپوئا کلئوپاترا اولین بار بر روی یک برگ در نسخه خطی قرن دهم تا یازدهم در Biblioteca Marciana، ونیز یافت شد.. نسخه بعدی را می‌توان در دانشگاه لیدن، واقع در هلند یافت. کریزوپویا ترجمه شده «طلاسازی» است.

نمونه ای از تصور خوردن دم مار توسط خودش به عنوان نمادی از بازگشت ابدی است که اوروبوروس نامیده می‌شود: «ماری که دمش را در دهانش خمیده‌است (خود را می‌خورد) نماد آشکار وحدت کیهان است. ابدیت، جایی که آغاز، پایان و پایان، آغاز است.» همچنین در Chrysopeoia کتیبه ای در یک حلقه دوتایی وجود دارد که اوروبوروس را توصیف می‌کند:
یکی مار است که زهر خود را بر اساس دو ترکیب دارد و یکی همه است و به واسطه آن همه است و به وسیله او همه است و اگر همه را نداشته باشی همه هیچ است.
در حلقه کتیبه نیز نمادهایی برای طلا، نقره و جیوه وجود دارد. همراه با آنها نقاشی‌های یک "dibikos" (یونانی: διβικός و ابزاری شبیه به کروتاکیس (یونانی: κηροτακίς یا κυροτακίς)، دیده می‌شود. یکی از نمادهای مورد استفاده در این سند یک ستاره هشت پر است. اعتقاد بر این است که طراحی این نمادهای ستاره و شکل‌های هلالی بالای آنها تصویری از تبدیل سرب به نقره است.

## استنادات
1. 1 2  Taylor, F. Sherwood. “A Survey of Greek Alchemy”. The Journal of Hellenic Studies 50 (1930): 109–139.
2. ↑  Stanislas Klossowski de Rola. The Golden Game: Alchemical Engravings of the Seventeenth Century. 1988. p. 150.
3. ↑  Raphael Patai. The Jewish Alchemists: A History and Source Book. p.78
4. ↑  Stanton J. Linden. The alchemy reader: from Hermes Trismegistus to Isaac Newton Cambridge University Press. 2003. p.44